# Aeolus AX3
Aeolus AX3 — субкомпактный кроссовер производства Dongfeng Motor Corporation.

## Описание

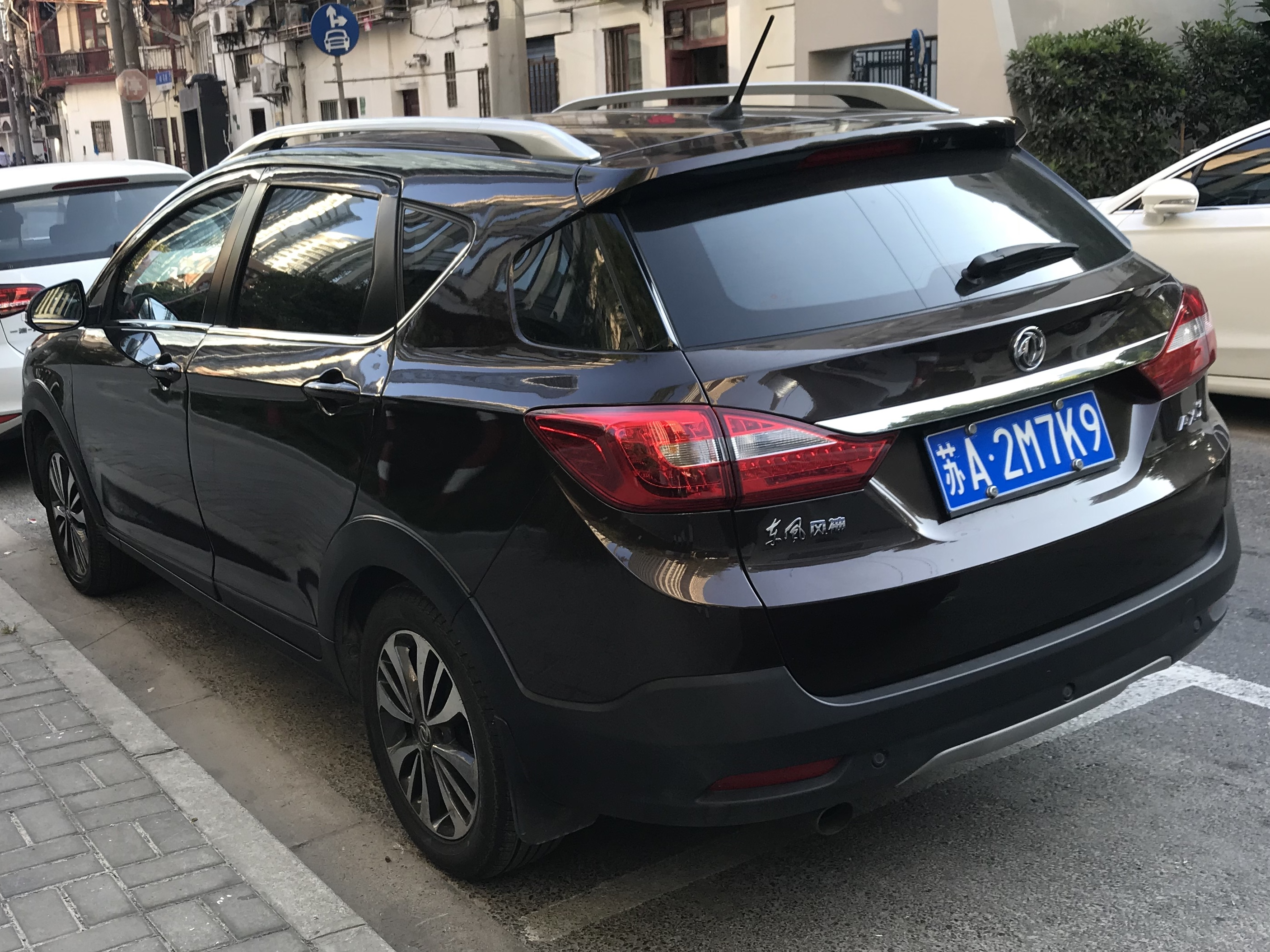
Вид сзади

Aeolus AX3 впервые был представлен в 2015 году на Шанхайском автосалоне. Продажи начались в январе 2016 года по цене от 69700 до 87700 юаней.

## Технические характеристики
Aeolus AX3 оснащён 1,5-литровым двигателем мощностью 116 л. с. и крутящим моментом 145 Н·м в паре с пятиступенчатой механической или же с четырёхступенчатой автоматической трансмиссией. Также устанавливается 1,4-литровый турбодвигатель мощностью 140 л. с. и крутящим моментом 196 Н·м в паре с пятиступенчатой механической или же с шестиступенчатой автоматической трансмиссией.